# Anticyclone (album)
Pour les articles homonymes, voir Anticyclone (homonymie).
Albums de Dick Annegarn
Mireille
(1975) De ce spectacle ici sur terre
(1978)
Anticyclone est le quatrième album studio de Dick Annegarn. Il est sorti en 1976.

## Liste des titres
| No | Titre               | Durée |
| -- | ------------------- | ----- |
| 1. | Résonne             |       |
| 2. | Ganaël              |       |
| 3. | La bagarre          |       |
| 4. | Enfants sans patrie |       |
| 5. | Prosper             |       |
| 6. | Loin de là          |       |

| No | Titre                              | Durée |
| -- | ---------------------------------- | ----- |
| 1. | Duduche blues                      |       |
| 2. | Albert                             |       |
| 3. | Judas Iscariote                    |       |
| 4. | L’homme de l’aube                  |       |
| 5. | Le blues du bégayeur (dicklexique) |       |
| 6. | Sécheresse                         |       |

## Musiciens
- Dick Annegarn : guitare, voix, piano, fender, accordéon, harmonica, percussions, triangle
- Albert Marcœur : saxophone, clarinette, pipo, percussions, chœurs
- Pascal Arroyo : basse, piano, chœurs
- Pierre Vermeire : Saxophone, clarinette, saxhorn, pipo, flûte, chœurs
- François Ovide : Guitare électrique, chœurs
- Claude Marcoeur : Batterie, chœurs
- Denis Brely : Basson, pipo, chœurs
- Gérard Marcoeur : percussions, chœurs